# Indicatif régional 808
L'indicatif régional 808 est l'indicatif téléphonique régional de l'État d'Hawaï aux États-Unis. L'indicatif régional couvre tout le territoire de l'État.
L'indicatif régional 808 fait partie du Plan de numérotation nord-américain.

## Historique
L'indicatif 808 a été attribué à l'État d'Hawaï peu de temps après que ce territoire ait reçu le statut d'État américain.
Les communications de et vers l'atoll Wake sont acheminées par Hawaî, l'atoll utilise donc l'indicatif régional 808.
Comme seulement 1,3 million de personnes vivent à Hawaï, l'indicatif régional 808 suffira pour fournir les besoins en numéros de téléphone de l'État pour le futur prévisible.